# 孫志浩 (企業家)
孫志浩（1976年3月6日—），是出生美國的美籍华裔企業家。

## 私人生活
2005年，他與賈靜雯結婚；同年6月，賈靜雯產下他們的女兒。2010年7月12日，两人正式离婚。
2016年9月，他與林若亞在關島一教堂舉行婚禮；同年12月27日，他們在臺北寒舍艾麗酒店舉行婚宴。

## 事件

### 2005年酒駕事件
2005年6月18日1時，他因涉嫌酒後駕車被臺北市政府警察局信義分局逮捕；由於他的血液酒精濃度在呼氣式體內酒精測定儀測量下，達每公升0.72毫克，超過當時當地法定標準（每公升0.55毫克），當地警方依照當地法律規定，以「公共危險」罪名將他移送有關政府機關處置。